# 斯塔特 (路易斯安那州)
斯塔特（英語：Start）是位於美國路易斯安那州里奇蘭堂區的一個普查規定居民點。

## 人口
根據2020年美國人口普查的數據，斯塔特的面積為9.34平方千米，當中陸地面積為9.11平方千米，而水域面積為0.23平方千米。當地共有人口982人，而人口密度為每平方千米105.14人。